# Intsjo-oen
Intsjo-oen (Russisch: Инчоун, Inuit: Инсиг’вик; Insig’vik, Tsjoektsjisch: И’нчувин; I'ntsjoevin) is een plaats (selo) en selskoje poselenieje ten noordwesten van Kaap Dezjnjov aan de Tsjoektsjenzee in het noorden van het district Tsjoekotski van de Russische autonome okroeg Tsjoekotka. De plaats ligt ten westen van Kaap Ravoekvoen en ten noordoosten van de gelijknamige Intsjo-oenlagune (de monding van de rivier Oettyvejem), aan het begin van een landtong op de noordoostkust van het Tsjoektsjenschiereiland.
De Russische naam komt van de Tsjoektsjische naam I'ntsjoevin, wat "afgesneden neuspunt" of "plaats van insnijding" betekent en mogelijk verwijst naar een nabijgelegen rots met een grote kei aan haar voet waarvan wordt gezegd dat deze van afstand op een neus lijkt die met een mes van een gezicht is afgesneden.
De plaats telt 398 inwoners (2009). In 2003 woonden er 373 mensen, waaronder 357 Sibirjaken, met name Tsjoektsjen met daarnaast een aantal Inuit. Ook wonen er een paar Russen.
Midden jaren 1950 werd begonnen met de bouw van houten huizen in Intsjo-oen om Tsjoektsjische gezinnen te huisvesten die bereid waren hun jaranga's te verlaten. In 1957 verhuisden de eerste 9 gezinnen in deze huizen. Het dorp bestaat nu uit enkele tientallen van deze typische Tsjoektsjische huizen. Voorzieningen in het dorp bestaan uit een feldsjer-polikliniek, school, bibliotheek en een cultureel centrum. In het cultureel centrum is het Tsjoektsjische ensemble Vyrykvyn actief. Veel inwoners zijn actief in het jagen op zeezoogdieren (onder andere op grijze walvissen, baardrobben, bandrobben, ringelrobben en witte dolfijnen) met umiaks, waarbij voorouderlijke tradities en vaardigheden in ere worden gehouden. Voor het vervoer maken de inwoners gebruik van sledehonden (de Tsjoektsjische sledelaika/Tsjoekotskaja jezdovaja lajka), die ook in het dorp worden gefokt. In de jaren 1990 werd het dorp onderdeel van het natuur-etnisch park Beringia.
Nabij het dorp, bij Kaap Oeten (van het inuitische woord oetak; "(op)wachten") bevindt zich een zeer grote walruskolonie. Iets zuidoostelijker van Kaap Ravoekvoen ligt Kaap Intsjo-oen, hetgeen een uitloper vormt van de heuvel Intsjo-oen (370 meter). Nabij deze kaap liggen de overblijfselen van het prehistorische inuitdorp Palpejgak (Пальпейгак) uit ongeveer 1000 v.Chr.
De plaats is door winterwegen verbonden met het noordwestelijker gelegen verlaten dorpje Tsjegitoen en met het 28 kilometer zuidoostelijker gelegen dorp Oeëlen. Het districtcentrum Lavrentia ligt op ongeveer 145 kilometer van het dorp en is alleen bereikbaar per schip of helikopter.